# BD −17 63 b
BD -17°63 b – planeta pozasłoneczna typu gazowy olbrzym położona w gwiazdozbiorze Wieloryba, orbitująca wokół gwiazdy BD -17°63 (Felixvarela), odkryta w 2008 za pomocą spektrometru HARPS.

## Nazwa
Planeta ma nazwę własną Finlay, upamiętniającą Carlosa Finlaya, kubańskiego epidemiologa, który był pionierem badań nad żółtą febrą i odkrył, że przenoszą ją komary. Nazwa została wyłoniona w konkursie zorganizowanym w 2019 roku przez Międzynarodową Unię Astronomiczną w ramach stulecia istnienia organizacji. Uczestnicy z Kuby mogli wybrać nazwę dla tej planety. Spośród nadesłanych propozycji zwyciężyła nazwa Finlay dla planety i Felixvarela dla gwiazdy.